# Lepanthes staatsiana
Lepanthes staatsiana är en orkidéart som beskrevs av Carlyle August Luer och L.Jost. Lepanthes staatsiana ingår i släktet Lepanthes och familjen orkidéer.
Artens utbredningsområde är Ecuador. Inga underarter finns listade i Catalogue of Life.